# P.O.D.
P.O.D. ist eine US-amerikanische christliche Nu-Metal-Band aus San Diego, Kalifornien. Der Bandname steht für „Payable on death“ (englisch zahlbar im Todesfall) und bezieht sich einerseits auf die gleichlautende Klausel am Ende von US-amerikanischen Lebensversicherungen, andererseits auch auf Jesus Christus.

## Geschichte

### Anfänge in den 1990er Jahren
1992 lernten sich Marcos Curiel (Gitarre) und Noah „Wuv“ Bernardo (Schlagzeug) über einen gemeinsamen Freund kennen. Sie betätigten sich schon damals bei Gelegenheit gemeinschaftlich musikalisch in einer Garage, bildeten allerdings noch keine wirkliche Band. Irgendwann kam Gabe Portillo als Bassist hinzu, verließ die Band allerdings bald wieder. Im selben Jahr starb die Mutter von Bernardos Cousin Sonny Sandoval an Leukämie. Dieser war durch dieses Ereignis sehr deprimiert. Bernardo fragte ihn deshalb, ob er die Rolle des Leadsängers in ihrer im Entstehen begriffenen Band übernehmen wolle. Obwohl Sandoval eigentlich überhaupt kein Metal mochte, sondern eher Rap hörte, stimmte er zu. In relativ kurzer Zeit erlangten die drei Musiker einen guten Ruf in der lokalen Metal-Szene und unternahmen kleinere Tourneen. Ihr Einkommen bestritten sie vorwiegend durch den Verkauf von T-Shirts bei ihren Gigs. Als Portillo sich an einer kleineren Tour nicht beteiligen konnte, verpflichteten seine Bandkollegen den Bassisten Traa Daniels als zeitweilige Vertretung, der Portillo schließlich auch als festes Bandmitglied ersetzte. Ohne sich lange auf die Suche nach einem Plattenlabel zu begeben, gründeten sie mit Hilfe von Bernardos Vater ihr eigenes Label Rescue Records und veröffentlichten anschließend zwei Studio- und ein Live-Album. Die Scheiben verkauften sie wie auch die T-Shirts nach ihren Auftritten von ihrem kleinen Tourbus aus. Für den Song Selah auf ihrem zweiten Independence Release produzierten sie sogar einen kurzen Videoclip. Diese Alben verkauften sich circa 40.000 Mal, was die Aufmerksamkeit der großen Labels auf die Band lenkte.

### Erstes Major Label – Schnelle Erfolge
P.O.D. kam bei Atlantic Records unter Vertrag. Bereits ihre erste Veröffentlichung bei Atlantic namens The Fundamental Elements of Southtown war ein großer Erfolg. Die Songs wurden in verschiedenen Filmen als musikalische Untermalung verwendet (z. B. in Little Nicky). Im Jahre 2001 wurde Satellite, das kommerziell erfolgreichste Album der Band, veröffentlicht. Die Singles Alive und Youth of the Nation erlangten in mehreren Ländern hohe Chartplatzierungen. Einige Lieder dieses Album fanden Verwendung als Hintergrundmusik in Filmen und Werbungen (z. B. Boom). Youth of the Nation war auch das Titellied des TV-Formats Mission Germany.

### P.O.D. mit Jason Truby als Gitarrist
2003 verließ der Gitarrist und Mitgründer Marcos Curiel die Band, kurze Zeit nachdem sie am 17. Februar beim deutschen Schallplattenpreis Echo als Sieger in der Kategorie „Bester internationaler Alternative-Act“ hervorgegangen war. Da die Band aber bereits versprochen hatte, einen Song als Soundtrack für den Film Matrix Reloaded zu produzieren, musste innerhalb kurzer Zeit ein Ersatzgitarrist gefunden werden. Sie entschieden sich für den langjährigen Freund und ehemaligen Living-Sacrifice-Gitarristen Jason Truby. Dieser wurde nach kurzer Zeit ein festes Bandmitglied und in dieser neuen Besetzung entstand das Album Sleeping Awake. Im selben Jahr wurde noch ein weiteres Album veröffentlicht, das den Namen Payable on Death trug. Der Band gelang es jedoch nicht mit diesem Album an den kommerziellen Erfolg des Vorgängeralbums Satellite anzuknüpfen. Die Lieder von Payable on Death waren deutlich melodiöser und ruhiger als diejenigen der Vorgängeralben. Im Anschluss an die Veröffentlichung dieses Albums tourte die Band unter anderem mit Linkin Park.
Anfang 2005 wurde auf der Website ein neues Album angekündigt. Es gab immer wieder Videos, die einen Einblick in die Produktion boten. Die Veröffentlichung wurde mehrmals verschoben und wurde entgegen früherer Ankündigungen nicht im Herbst, sondern vorläufig im November des Jahres 2005 in einer limitierten Auflage von 40.000 Stück unter dem Namen Warriors EP Vol. 2 veröffentlicht. Das Album enthielt zwei Demosongs, eine Coverversion, zwei Live-Aufnahmen und einen Reggae-Song. Noch bevor das neue Album in seiner regulären Form unter dem Namen Testify erhältlich war, wurden drei Lieder in voller Länge vorab veröffentlicht: Lights out, Goodbye for Now und Roots in Stereo. Testify kam in Deutschland am 27. Januar 2006 in den Handel. Die CD enthält dreizehn Musikstücke, die erste Single heißt Goodbye For Now. Im Jahr 2006 produzierte die Band außerdem den Song Booyaka 619, der ihrem Freund, dem Profiwrestler Rey Mysterio, gewidmet ist.

### Alter Gitarrist – Neues Label
Am 11. August 2006 wurde per Infomail bekannt gegeben, dass P.O.D. Atlantic Records verlassen hat. In der E-Mail hieß es, sie seien stolz gewesen, bei Atlantic unter Vertrag gestanden zu haben, aber es sei ihrem Bekunden nach nicht mehr dasselbe Label wie früher. Im November wurde Greatest Hits: The Atlantic Years veröffentlicht, welches 16 Stücke umfasst, die während ihrer Zeit bei Atlantic Records entstanden sind, sowie das neue Lied Going in Blind. Am 20. Dezember 2006 gab die Band auf ihrer Homepage bekannt, dass Gründungsmitglied Marcos Curiel wieder der Band beigetreten ist. Ob Jason Truby weiterhin ein Mitglied der Band bleiben würde, war vorerst unklar. Truby erklärte aber Ende des Jahres in einer elektronischen Mitteilung an die Warriors, d. h. die P.O.D.-Fans, seinen Austritt aus P.O.D. und bedankte sich für die drei Jahre, in denen er Mitglied der Band P.O.D. war.
Am 2. Februar 2007 unterschrieb die Band einen neuen Plattenvertrag mit Columbia Records. Das nächste Album ist am 8. April 2008 erschienen und heißt When Angels and Serpents Dance. Am 16. Dezember 2009 wurde bekanntgegeben, dass die Band mit der Arbeit an einem neuen Album begonnen habe, das im Laufe des Jahres 2010 erscheinen sollte. Aufgrund diverser weiterer Tätigkeiten der Bandmitglieder erschien Murdered Love erst im Jahre 2012. Der Produzent war wie bei den ersten drei Major-Alben Howard Benson. Im Juli 2011 veröffentlichte die Band mit On Fire ein neues Lied zum freien Download auf ihrer Webseite, welches als ein Vorgeschmack für das neue Album dienen sollte. Anfang Oktober 2011 wurde auf der Homepage bekannt gegeben, dass man einen Vertrag mit dem Label Razor and Tie unterschrieben hat. Die erste Single war Lost in Forever. 2014 veröffentlichte die Band ihr Unplugged-Studioalbum SoCal Sessions.

## Auszeichnungen
P.O.D. wurden bereits sechs Mal für einen Grammy nominiert und haben zahlreiche Platin-Auszeichnungen für ihre Alben erhalten, vor allem für das Album Satellite aus dem Jahr 2001.

## Diskografie
Studioalben

| Jahr | Titel Musiklabel                                       | Höchstplatzierung, Gesamtwochen, AuszeichnungChartplatzierungen (Jahr, Titel, Musiklabel, Platzierungen, Wochen, Auszeichnungen, Anmerkungen) | Höchstplatzierung, Gesamtwochen, AuszeichnungChartplatzierungen (Jahr, Titel, Musiklabel, Platzierungen, Wochen, Auszeichnungen, Anmerkungen) | Höchstplatzierung, Gesamtwochen, AuszeichnungChartplatzierungen (Jahr, Titel, Musiklabel, Platzierungen, Wochen, Auszeichnungen, Anmerkungen) | Höchstplatzierung, Gesamtwochen, AuszeichnungChartplatzierungen (Jahr, Titel, Musiklabel, Platzierungen, Wochen, Auszeichnungen, Anmerkungen) | Höchstplatzierung, Gesamtwochen, AuszeichnungChartplatzierungen (Jahr, Titel, Musiklabel, Platzierungen, Wochen, Auszeichnungen, Anmerkungen) | Anmerkungen                                                    |
| Jahr | Titel Musiklabel                                       | DE | AT | CH | UK | US | Anmerkungen                                                    |
| ---- | ------------------------------------------------------ | --- | --- | --- | --- | --- | -------------------------------------------------------------- |
| 1994 | Snuff the Punk Rescue Records                          | — | — | — | — | — | Erstveröffentlichung: 25. Januar 1994                          |
| 1996 | Brown Rescue Records                                   | — | — | — | — | — | Erstveröffentlichung: 8. Oktober 1996                          |
| 1999 | The Fundamental Elements of Southtown Atlantic Records | — | — | — | — | US51 Platin · (47 Wo.)US | Erstveröffentlichung: 24. August 1999 Verkäufe: + 1.000.000    |
| 2001 | Satellite Atlantic Records                             | DE5 Gold · (32 Wo.)DE | AT5 (31 Wo.)AT | CH11 Gold · (24 Wo.)CH | UK16 Gold · (13 Wo.)UK | US6 ×3Dreifachplatin · (71 Wo.)US | Erstveröffentlichung: 11. September 2001 Verkäufe: + 3.442.500 |
| 2003 | Payable on Death Atlantic Records                      | DE30 (2 Wo.)DE | AT47 (2 Wo.)AT | CH31 (3 Wo.)CH | — | US9 Gold · (13 Wo.)US | Erstveröffentlichung: 4. November 2003 Verkäufe: + 500.000     |
| 2006 | Testify Atlantic Records                               | DE54 (2 Wo.)DE | AT57 (2 Wo.)AT | CH64 (3 Wo.)CH | — | US9 (10 Wo.)US | Erstveröffentlichung: 24. Januar 2006                          |
| 2008 | When Angels and Serpents Dance Columbia Records        | — | — | — | — | US9 (9 Wo.)US | Erstveröffentlichung: 8. April 2008                            |
| 2012 | Murdered Love Razor & Tie                              | — | — | — | — | US17 (4 Wo.)US | Erstveröffentlichung: 10. Juli 2012                            |
| 2015 | The Awakening Universal Records                        | — | — | — | — | US75 (1 Wo.)US | Erstveröffentlichung: 21. August 2015                          |
| 2018 | Circles Mascot Records                                 | — | — | — | — | — | Erstveröffentlichung: 16. November 2018                        |
| 2024 | Veritas Mascot Records                                 | — | — | CH34 (1 Wo.)CH | — | — | Erstveröffentlichung: 3. Mai 2024                              |